# Obergeich
Obergeich ist ein nordöstlicher Ortsteil der Gemeinde Langerwehe im Kreis Düren und liegt an der B 264 zwischen D’horn und Langerwehe-Mitte. Obergeich besteht nur aus wenigen Straßen sowie den an der Bundesstraße gelegenen Anwesen Barrierhaus, Bongenhaus und Rothaus.

## Geschichte
Im Jahr 1934 wurde die Kapelle in der Dorfmitte eingeweiht. Diese wurde gebaut, da zuvor die Entfernung (3 km) zur Kirche in Schlich bemängelt wurde, sodass sie nicht von älteren Personen erreichbar war. Von 1816 bis 1972 gehörten Konzendorf, Geich, Obergeich, Schlich, D’horn, Merode und Echtz zum Amt Echtz. Am 1. Januar 1972 wurde aufgrund des Aachen-Gesetzes das Amt Echtz aufgelöst: Die Gemeinde Echtz-Konzendorf wurde in die Kreisstadt Düren eingegliedert. Die Gemeinden Geich-Obergeich und D’horn wurden nach Langerwehe eingemeindet.

## Verkehr
Die nächsten Bahnhöfe an der Schnellfahrstrecke Köln–Aachen sind Langerwehe und Düren. Die AVV-Buslinien 237 und 297 des Rurtalbus verbinden Obergeich mit den Nachbarorten sowie mit Düren und Langerwehe.
| Linie | Verlauf |
| ----- | --- |
| 237   | Düren Bf/ZOB – StadtCenter – (Mariaweiler Gesamtschule –) Mariaweiler – Echtz Badesee – Echtz – Geich – Obergeich – D’horn – (Schlich –) Merode – Pier – Jüngersdorf – Langerwehe Markt – Langerwehe Bf |
| 297   | Düren Bf/ZOB – StadtCenter – Gürzenich – D’horn Rothaus – Obergeich – Langerwehe Markt – Langerwehe Bf                                                                                                  |